# Park Narodowy Ar-Rudum
Park Narodowy Ar-Rudum (arab. محمية الردوم, Maḥmiyyat Ar-Rudūm) – park narodowy w zachodnim Sudanie, w południowej części regionu Darfur przy granicy z Republiką Środkowoafrykańską. Założono go w 1979 roku. Obejmuje obszar 1 250 970 ha sawanny i podmokłych łąk. Teren parku jest przeważnie równinny z niewielkimi wzniesieniami i poprzecinany siecią strumieni, będącymi w większości dopływami dwóch głównych rzek – Umbelashy i Addy.
W 1983 roku Park Narodowy Ar-Rudum został przez organizację UNESCO uznany za rezerwat biosfery. W 2001 roku na terenie parku żyło ok. 16 tys. osób.
Zagrożenia dla walorów parku związane są z osiedlaniem się na jego terenie coraz większych grup ludności i wzmożonym wypasem zwierząt.
Średnie roczne opady wynoszą od 650 mm (w części północnej parku) do 900 mm (w części południowej), przy czym opady skupiają się głównie w okresie od kwietnia do listopada.

## Fauna i flora
Część terenów parku zajmuje ostoja ptaków IBA, na terenie której można spotkać takie gatunki ptaków, jak m.in.: żołna czerwonogardła, błyszczak spiżowosterny, dziergacz wąsaty i amarantka czarnobrzucha.
Ssaki zamieszkujące obszar parku to m.in.: lew afrykański, słoń afrykański, gepard grzywiasty, likaon pstry, żyrafa i bawolec krowi.
Roślinność parku zdominowały głównie gatunki charakterystyczne dla sawanny, w tym: Terminalia brownii, Isoberlinia doka i Anogeissus leiocarpus.